# 圣马力诺国徽
聖馬力諾國徽中為藍色的盾徽，三座山峰上有塔，塔上插有鴕鳥的羽毛。上有象徵主權的王冠，飾以橡樹和月桂枝條。綬帶上書有「自由」（Libertas）。